# 国際連合加盟国

加盟年別の国際連合加盟国の変遷
1945年10月24日 – 1946年11月19日（原加盟国を含む）
1946年11月19日 – 1960年9月20日
1960年9月20日 – 1990年4月23日
1990年4月23日 – 現在
非加盟国・オブザーバー

国際連合加盟国（こくさいれんごうかめいこく、英語: Member states of the United Nations、MSUN）は、国際連合の加盟国。原則として独立主権国で、国際連合総会決議での加盟の承認を要する。1945年10月24日の国際連合設立時の原加盟国は51か国で、2021年7月現在の加盟国は193か国である。なお加盟国の他に国際連合総会オブザーバーなどがある。

## 概要

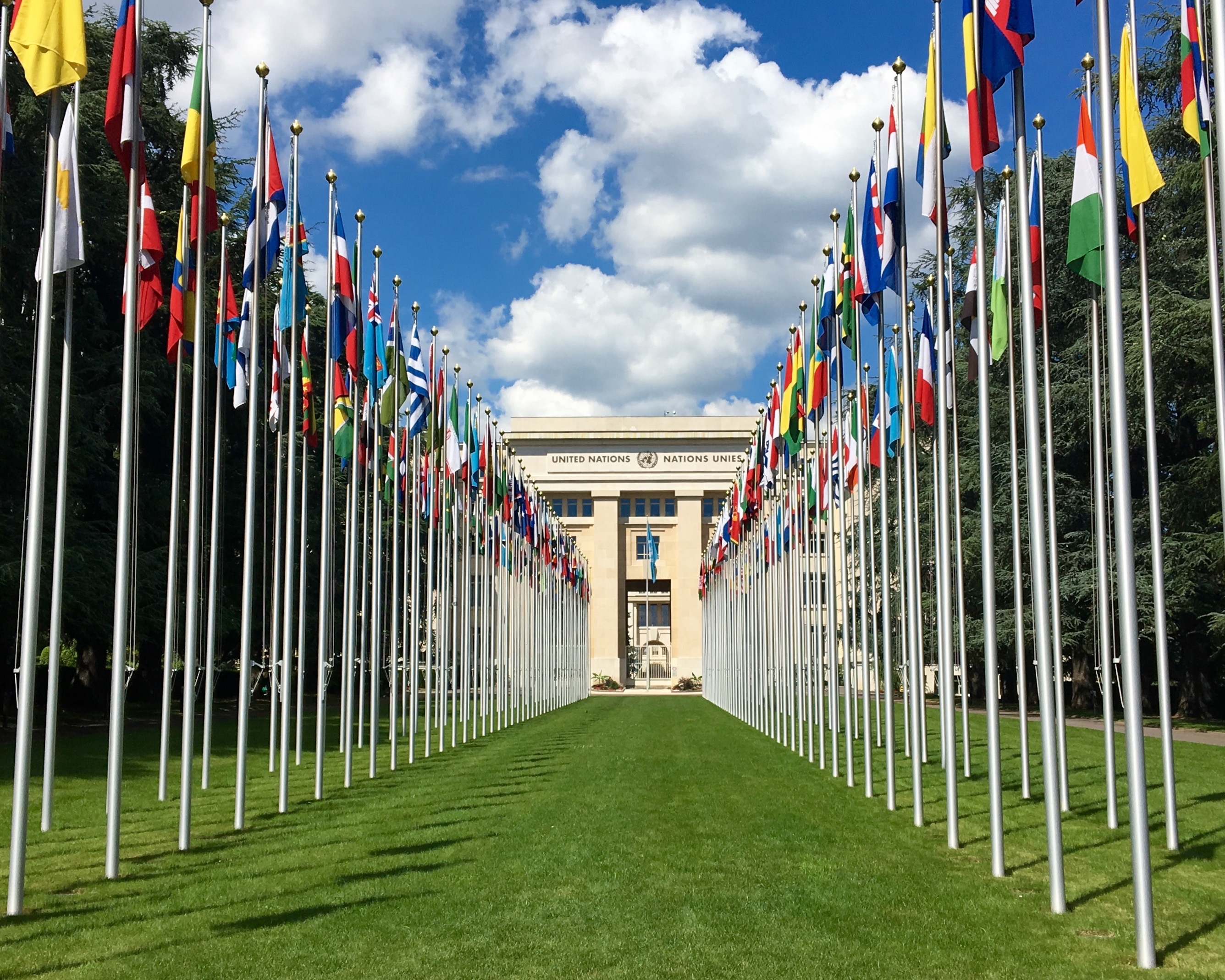
スイスのジュネーヴにあるパレ・デ・ナシオン手前の国際連合加盟国の国旗。2015年以降は加盟国193か国及びオブザーバー国2か国の旗が掲げられている。

国際連合の加盟対象は国際連合憲章第2章第3条によって「国際連合憲章に掲げる義務を受託し、且つ国際連合の機構によってこの義務を履行する能力及び意思があると認められる原加盟国（国際連合発足時の加盟国）以外の全ての平和愛好国」とされている。この規定により、国際連合に加盟できるのは独立主権国のみである。ただし例外として国際連合設立当初からの加盟国（国際連合原加盟国）であるインド・フィリピン・ベラルーシ・ウクライナ・シリアの5か国は加盟時点では独立した国では無かった。
加盟資格を有する国が国際連合加盟国となるには、国際連合憲章第2章第4条の規定に従って安全保障理事会の勧告に基いて開催された総会の決定（国際連合総会決議）で加盟の承認を得る必要がある。その為事実上の独立主権国であっても、国際的に認知されていなかったり、特定の加盟国からの反対があると加盟できない（国家承認を得た国際連合非加盟国・地域の一覧）。

## 現在の加盟国
1945年10月24日の設立時の原加盟国51か国のうち、現在に至るまで存続している国及び継承国が存在している国は49か国（イギリス領インド→インド、ソビエト連邦→ロシア連邦）。残る2か国はチェコスロバキアとユーゴスラビアである。
中国の代表権は1971年10月25日に中華民国から中華人民共和国に入れ替わっているが、どちらの政府もその前後に存在している。
加盟国についてはここでは以下の表中で50音順に示す。

## 過去の加盟国
1. 1 2 3   チェコスロバキアは国際連合設立当初からの原加盟国であった。1992年12月10日にチェコスロバキアは1992年12月31日をもって解散し、チェコとスロバキアとして改めて加入することを国際連合事務総長に通知した。両国は1993年1月8日に安全保障理事会の推薦をもらって同年1月19日に同時に加盟した。
2. 1 2 3 4 5 6 7   ユーゴスラビアは1945年10月24日の国際連合設立当初からの加盟国であった。当初はユーゴスラビア民主連邦として、後にユーゴスラビア社会主義連邦共和国として加盟した。1992年のユーゴスラビア解散後は、新たにセルビアとモンテネグロだけで作られた ユーゴスラビア連邦共和国がユーゴスラビアの継承国を自称したが、国際連合は新しいユーゴスラビアが以前のユーゴスラビアを継承する国だと承認しなかったため、ユーゴスラビアの代表権は引き継がれなかった。その後、ユーゴスラビア連邦共和国は継承国の主張を取り下げ、2000年11月1日に新規加盟国として加盟が認められた。かつてユーゴスラビア社会主義連邦共和国を構成していた国々は現在全て国際連合に加盟している。
  - スロベニアは総会決議A/RES/46/236によって1992年5月22日に加盟した。
  - ボスニア・ヘルツェゴビナは総会決議A/RES/46/237によって1992年5月22日に加盟した。
  - クロアチアは総会決議A/RES/46/238によって1992年5月22日に加盟した。
  - マケドニアは総会決議A/RES/47/225によって1993年4月8日に加盟した。しかし、国名についてギリシャと係争していたため「マケドニア・旧ユーゴスラビア共和国」の名前で加盟していた。2019年に国名を「北マケドニア共和国」に変更した。詳しくはマケドニア共和国#国名を参照。
  - セルビア共和国とモンテネグロ共和国はユーゴスラビア連邦共和国を作ったが、ユーゴスラビア社会主義連邦共和国の継承国とは認められず代表権は継承されなかった。ユーゴスラビア連邦共和国は2000年11月1日に総会決議A/RES/55/12によって新規加盟国として再加盟したのち、2003年2月4日にセルビア・モンテネグロに改称。2006年5月21日、モンテネグロは独立の是非を問う国民投票をする。その結果を受けて2006年6月3日に独立を宣言した。国際連合憲章第40条に基づいてセルビア・モンテネグロの席はセルビアが引き継ぎ、モンテネグロは総会決議A/RES/60/264によって2006年6月28日に加盟した。
3. 1 2 3 4 5 6 7 8 9 10 11 12 13 14 15   ソビエト連邦は1945年10月24日の国際連合設立当初からの加盟国であった。1991年12月24日に独立国家共同体の11か国の支持を受けて、ロシアのエリツィン大統領は国際連合事務総長に、ロシア連邦がソビエト連邦崩壊後に安全保障理事会を始めとする各国際機関の地位を引き継ぐと通知した。残りの旧ソビエト連邦構成共和国は、以下に示すように全て国際連合に加盟している。
  - ベラルーシとウクライナは既に1945年10月24日からそれぞれ 白ロシア・ソビエト社会主義共和国、 ウクライナ・ソビエト社会主義共和国として国際連合設立以来の加盟国であり、ソビエト連邦の崩壊後は独立した ベラルーシと ウクライナがそれぞれ地位を引き継いだ。
  -  エストニア・ ラトビア・ リトアニアは1991年9月17日に加盟した。
  -  アルメニア・ アゼルバイジャン・ カザフスタン・ キルギスタン・ モルドバ共和国・ タジキスタン・ トルクメニスタン・ ウズベキスタンは1992年3月2日に加盟した。
  -  グルジア（当時であり、現在は ジョージアである。）は1992年7月31日に加盟した。
4. ↑  イエメン（北イエメン）は1947年9月30日に加盟した。加盟時は イエメン王国であったが、その後 イエメン・アラブ共和国に体制が変わった。 南イエメン人民共和国（南イエメン）は1967年12月14日に加盟した。その後イエメン人民民主共和国に名称を変更した。両国は1990年5月22日に統一され、それ以降はイエメンという一つの国として加盟している。
5. 1 2   エジプト王国と シリアは共に1945年10月24日の国際連合設立当初からの加盟国であった。両国は1958年2月21日に連合を組んで アラブ連合共和国となり、1961年10月13日までは1つの国として加盟していた。その後シリアがエジプトから独立して別々の加盟国となった。エジプトは1971年9月2日までアラブ連合共和国という名前で国際連合に加盟していたが、その後エジプト・アラブ共和国と改称した。
6. ↑   タンガニーカは1961年12月14日に、 ザンジバル王国は1963年12月16日に国際連合に加盟した。タンガニーカが タンガニーカ共和国、ザンジバル王国が ザンジバル人民共和国となった後、両国は1964年4月26日に合併してタンガニーカ・ザンジバル連合共和国となり、さらに1964年11月1日に タンザニア連合共和国に改称し、その時から1つの国として加盟している。
7. ↑   中華民国は、国際連合設立当初からの原加盟国であった。しかし国共内戦により、国民党率いる中華民国政府は台湾に逃れ、中国大陸（本土）の大部分を制圧した共産党が1949年10月1日に 中華人民共和国の建国を宣言した。この両政府間の紛争（台湾問題・一つの中国）の中で中国大陸の広大な地域を実効支配する中華人民共和国側は国際連合における中国の代表権の獲得を図ったが、中華民国が国際連合の代表権と安全保障理事会常任理事国の座を維持し続けた。1971年10月25日に国際連合総会で中華人民共和国を中国の唯一の正統な政府とし、「蒋介石の代表（中華民国）」を追放するとした2758号決議が採択され、中華民国が国際連合とその機関から脱退し、代わりに中華人民共和国が安全保障理事会常任理事国を含む代表権を獲得した。1990年代以降中華民国（台湾）が「中国」としてではなく、人口2300万人の「台湾」として国際連合へ加盟しようと様々な提案が試みられているが、いずれも委員会を通過するまでには至っていない。現在14の加盟国とローマ教皇庁（バチカン市国）が中華民国との外交関係を維持している。
8. ↑   ドイツ民主共和国（東ドイツ）と ドイツ連邦共和国（西ドイツ）は1973年9月18日、共に加盟した。両国は1990年10月3日に東ドイツが西ドイツに吸収される形で再統合されたので、ドイツは1973年9月18日から加盟していると見なされている。

## 国際連合総会オブザーバー
ローマ教皇庁（バチカン）とパレスチナが国際連合非加盟のオブザーバー国として国際連合に参加している。スイスは過去約56年間、オブザーバー国として参加していたが、国民投票により2002年9月10日に正式に加盟国となった。
またヨーロッパ連合・赤十字国際委員会・マルタ騎士団のような国際機関・非政府組織・正式承認されていないが主権を有する実体もオブザーバーになっている。

## 国際連合非加盟国・非オブザーバー
西サハラにあるサハラ・アラブ民主共和国は国際連合が独立の是非を問う住民投票を実施しようとしているが、遊牧民が多く有権者の認定が難しいために無期延期となっている。しかし約80か国から国家承認されていて、また、アフリカ連合には加盟している。西サハラの一部を実効支配しているが、大部分はモロッコによって軍事占領下に置かれているためにアルジェリアのティンドーフ難民キャンプに亡命政府の本部が設置されている（西サハラ問題）。
クック諸島とニウエは自由連合国として自治を行っているが、外交・防衛はニュージーランドに代表権があるので国際連合に加盟していない。